# Esau Tjiuoro
Esau Jacob Tjiuoro (* 26. Mai 1982 in Okakarara) ist ein namibischer Fußballspieler.

## Karriere
Tjiuoro startete seine Profi-Karriere mit Liverpool Okahandja und wurde hier 2002 Namibischer Fußballmeister. Im Sommer 2003 wechselte er zu Ramblers Windhoek und ein Jahr später zu African Stars. Nach zwei Jahren für die African Stars, kehrte er zu den Ramblers FC zurück. Im August 2007 kehrte er den Ramblers den Rücken und wechselte zum Ligarivalen Civics FC.

### International
Tjiuoro ist ehemaliger namibischer Fußballnationalspieler.

## Erfolge
- Namibischer Fußballmeister: 2002 (mit Liverpool Okahandja), 2007 (mit Civics)
- Namibischer Pokalsieger: 2008 (mit Civics)